# استریکس و اوبلیکس گرفتن سزار (بازی ویدئویی)
«استریکس و اوبلیکس گرفتن سزار» (انگلیسی: Asterix & Obelix Take On Caesar) یک بازی ویدئویی در سبک بازی اکشن است که توسط Cryo Interactive و در سال ۱۹۹۹ و در پلت‌فرم پلی‌استیشن منتشر شده‌است.